# Cseh István (püspök)
Cseh István, olykor Csech István formában is (Eperjes, 1762. május 22. [keresztelés dátuma] – Kassa, 1831. június 4.) Belgrád-Szendrői majd kassai megyéspüspüspök.

## Életútja
Hadiárvaként gróf Almásy Ignác tábornok neveltette, majd Vácott és Nagyszombatban tanult. Szepesi egyházmegyésként a teológiát 1782-ben Budán és 1784-ben Pozsonyban végezte el. 1786. október 1-jén szentelték pappá, majd a papi irodában dolgozott. 1795-től tarnóci plébános, zoborhegyi apát, 1799-től 1820-ig szepesi kanonok. 1812. május 5-én kinevezték, 1814. szeptember 26-án felszentelték belgrád-szendrői püspöknek és Szabó András szepesi püspök segédpüspöke is lett. 1820. szeptember 29-én kinevezett, 1821. január 8-án megerősített kassai megyéspüspök lett. 11 évnyi kormányzás után 1831-ben hunyt el 69 éves korában. A kassai dómban helyezték örök nyugalomra. nyugszik.
A belgrád-szendrői püspökségben utóda – egy hosszabb üresedés után – 1833-tól Wagner Mihály János; a kassai széken Palugyay Imre.